# HD 3794
HD 3794，又名BD-17 109，SAO 147395、HR 172，是一颗恒星，视星等为6.49，位于銀經108.92，銀緯-79.09，其B1900.0坐标为赤經0h 35m 27.6s，赤緯-17° -79.09′ 54″。